# Kyphosus bigibbus
Kyphosus bigibbus és una espècie de peix pertanyent a la família dels kifòsids.

## Descripció
- Pot arribar a fer 75 cm de llargària màxima i 1.850 g de pes.
- 10-11 espines i 11-13 radis tous a l'aleta dorsal i 3-4 espines i 10-12 radis tous a l'anal.
- Se n'han vist exemplars albins.[3][4][5][6]

## Alimentació
Menja algues dels gèneres Sargassum i Turbinaria.

## Hàbitat
És un peix marí, associat als esculls, oceanòdrom i de clima tropical (35°N-28°S).

## Distribució geogràfica
Es troba des del mar Roig i Sud-àfrica fins a Austràlia i el sud del Japó (incloent-hi les illes Ryukyu).

## Ús comercial
És apreciat com a aliment (llevat de les illes Hawaii).

## Observacions
És inofensiu per als humans.